# Ennearthron spenceri
Ennearthron spenceri là một loài bọ cánh cứng trong họ Ciidae. Loài này được Hatch miêu tả khoa học năm 1962.